# Nati il 28 novembre
| Questa pagina contiene informazioni ricavate automaticamente dalle voci biografiche con l'ausilio del template Bio e di un bot. L'aggiornamento è periodico e automatico e ricostruisce completamente la pagina. Se manca una persona in questa lista, sei pregato di non aggiungerla, ma accertati piuttosto che la sua voce biografica contenga il template Bio e che i dati anagrafici siano correttamente compilati. Se il template Bio manca, inseriscilo tu stesso o, in alternativa, metti l'avviso {{tmp\|Bio}} che ne segnala la mancanza. Se i dati riportati sono sbagliati, correggi direttamente la voce biografica; le modifiche saranno visibili in questa lista entro pochi giorni. Per chiarimenti vedi il progetto biografie. La lista contiene solo le 1.063 persone che sono citate nell'enciclopedia e per le quali è stato implementato correttamente il template Bio. Pagina aggiornata al 17 ago 2025. |

## XII secolo(2)
- 1118 - Manuele I Comneno, imperatore bizantino († 1180)
- 1126 - Michele il Siro, vescovo cristiano orientale e scrittore siro († 1199)

## XIII secolo(1)
- 1293 - Yesün Temür Khan, imperatore cinese († 1328)

## XV secolo(2)
- 1470 - Wen Zhengming, pittore cinese († 1559)
- 1489 - Margherita Tudor, principessa britannica († 1541)

## XVI secolo(5)
- 1556 - Francesco Contarini, doge († 1624)
- 1560 - Baltasar de Marradas, militare e politico spagnolo († 1638)
- 1563 - Hosokawa Tadaoki, militare giapponese († 1646)
- 1566 - Peter Uffenbach, medico e editore tedesco († 1635)
- 1592 - Huang Taiji, politico e condottiero cinese († 1643)

## XVII secolo(25)
- 1607 - Francesco Maria Sforza Pallavicino, cardinale e storico italiano († 1667)
- 1623 - Giovanni Battista Caccioli, pittore italiano († 1675)
- 1628 - John Bunyan, predicatore, teologo e scrittore inglese († 1688)
- 1631 - Abraham Brueghel, pittore fiammingo († 1697)
- 1632 - Jean-Baptiste Lully, compositore, ballerino e musicista italiano († 1687)
- 1634 - Marie Luise von Degenfeld, nobile tedesca († 1677)
- 1640 - Willem de Vlamingh, esploratore olandese
- 1650 - Jan Palfijn, anatomista e chirurgo fiammingo († 1730)
- 1657 - Filippo Prospero di Spagna, nobile spagnolo († 1661)
- 1660 - Maria Anna Vittoria di Baviera, nobildonna († 1690)
- 1661 - Dorotea Carlotta di Brandeburgo-Ansbach, nobile tedesco († 1705)
- 1661 - Edward Hyde, III conte di Clarendon, nobile e politico britannico († 1723)
- 1672 - Christiane Gyldenløve, principessa danese († 1689)
- 1674 - Luigi Pio di Savoia, diplomatico italiano († 1755)
- 1682 - Betty Parris, statunitense († 1760)
- 1684 - Giambattista Roero di Pralormo, cardinale e arcivescovo cattolico italiano († 1766)
- 1685 - Gabrielle-Suzanne Barbot de Villeneuve, scrittrice francese († 1755)
- 1689 - Gian Giuseppe Liruti, storico e bibliografo italiano († 1780)
- 1690 - Carlo Lodoli, religioso e teorico dell'architettura italiano († 1761)
- 1692 - Willoughby Bertie, III conte di Abingdon, nobile inglese († 1760)
- 1693 - Gabrio Serbelloni, III duca di San Gabrio, militare, politico e nobile italiano († 1774)
- 1694 - Leopoldo di Anhalt-Köthen, principe († 1728)
- 1698 - Charlotta Frölich, scrittrice, storica e agronoma svedese († 1770)
- 1700 - Nathaniel Bliss, astronomo e religioso britannico († 1764)
- 1700 - Sofia Maddalena di Brandeburgo-Kulmbach, regina († 1770)

## XVIII secolo(35)
- 1713 - Georg Friedrich Brander, inventore tedesco († 1783)
- 1718 - Hedvig Charlotta Nordenflycht, poetessa svedese († 1763)
- 1732 - Massimiliano di Salm-Salm, militare tedesco († 1773)
- 1733 - Domenico Tata, naturalista e presbitero italiano
- 1734 - Vincenzo Miceli, teologo e presbitero italiano († 1781)
- 1738 - Giacinto Dragonetti, giurista e scrittore italiano († 1818)
- 1756 - Maria Maddalena Postel, religiosa francese († 1846)
- 1757 - William Blake, poeta, pittore e incisore britannico († 1827)
- 1759 - Jean-Baptiste Salle, politico e rivoluzionario francese († 1794)
- 1761 - Samuel Elisée von Bridel-Brideri, botanico svizzero († 1828)
- 1770 - Luisa d'Orange-Nassau, nobile († 1819)
- 1771 - Valerian Aleksandrovič Zubov, generale russo († 1804)
- 1772 - Johann Gottfried Jakob Hermann, filologo classico e metricista tedesco († 1848)
- 1772 - Luke Howard, chimico, farmacista e meteorologo inglese († 1864)
- 1773 - Ferdinando Simonis, violinista e compositore italiano († 1837)
- 1773 - Johann von Wessenberg-Ampringen, politico tedesco († 1858)
- 1774 - Maria Antonia di Borbone-Parma, principessa italiana († 1841)
- 1774 - Federico IV di Sassonia-Gotha-Altenburg, duca († 1825)
- 1776 - Augusta d'Assia-Homburg, nobile tedesca († 1871)
- 1776 - Andreas Buchner, storico tedesco († 1854)
- 1777 - August Kestner, diplomatico e collezionista d'arte tedesco († 1853)
- 1778 - Filippo di Colloredo-Mels, italiano († 1864)
- 1780 - Karl Wilhelm Ferdinand Solger, filosofo tedesco († 1819)
- 1781 - Kikuchi Yōsai, pittore giapponese († 1878)
- 1781 - Pietro Ronzoni, pittore italiano († 1862)
- 1784 - Giuseppe Bezzuoli, pittore italiano († 1855)
- 1784 - Ferdinand Ries, compositore e pianista tedesco († 1838)
- 1785 - Achille Léonce Victor Charles, duca de Broglie, nobile, politico e diplomatico francese († 1870)
- 1785 - Federico de Brandsen, militare francese († 1827)
- 1787 - Michele Carafa, compositore e militare italiano († 1872)
- 1792 - Victor Cousin, filosofo francese († 1867)
- 1793 - Carl Jonas Love Almquist, scrittore svedese († 1866)
- 1794 - Cosimo Ridolfi, agronomo e politico italiano († 1865)
- 1795 - Gregorio Aráoz de Lamadrid, militare e politico argentino († 1857)
- 1797 - Andreas Gollmayr, arcivescovo cattolico austro-ungarico († 1883)

## XIX secolo(156)
- 1805 - John Lloyd Stephens, esploratore, scrittore e diplomatico statunitense († 1852)
- 1806 - Giovanni Albertoni, scultore italiano († 1887)
- 1806 - Giovanni Salomone, pittore italiano († 1877)
- 1807 - John Peter Grant, diplomatico britannico († 1893)
- 1808 - Francesco de' Medici di Ottajano, cardinale italiano († 1857)
- 1809 - Cesare Rosaroll, militare e patriota italiano († 1849)
- 1810 - William Froude, ingegnere britannico († 1879)
- 1811 - Ignazio Marini, basso italiano († 1873)
- 1811 - Oscar Patric Sturzen-Becker, scrittore svedese († 1869)
- 1813 - Alberto Cavalletto, politico italiano († 1897)
- 1814 - Bernard Janeček, militare ceco († 1887)
- 1815 - Andrea Adolfo Campana, militare italiano († 1871)
- 1816 - Alexis Gaudin, fotografo francese († 1894)
- 1816 - Augusto Riboty, militare e politico italiano († 1888)
- 1816 - Theodosia Trollope, poetessa, scrittrice e traduttrice inglese († 1865)
- 1819 - Walter Montgomerie Neilson, ingegnere scozzese († 1889)
- 1820 - Friedrich Engels, filosofo, sociologo e economista tedesco († 1895)
- 1821 - Henri Baudrillart, economista e giornalista francese († 1892)
- 1824 - Angiolo Fabbri, fantino italiano
- 1824 - Anatole de Montaiglon, bibliotecario e storico dell'arte francese († 1895)
- 1827 - Andrea Maria Sterk, vescovo cattolico croato († 1901)
- 1829 - Anton Grigor'evič Rubinštejn, compositore e pianista russo († 1894)
- 1830 - Marie Clémence Richard, francese († 1915)
- 1831 - Eugène Benoist, filologo classico e latinista francese († 1887)
- 1832 - Francesco Brescia Morra, prefetto, giornalista e politico italiano († 1910)
- 1832 - Leslie Stephen, critico letterario, filosofo e alpinista britannico († 1904)
- 1834 - Étienne Laspeyres, economista e statistico tedesco († 1913)
- 1835 - Federico Fabiani, scultore italiano († 1914)
- 1837 - John Wesley Hyatt, inventore statunitense († 1920)
- 1837 - Karl Zangemeister, bibliotecario e filologo classico tedesco († 1902)
- 1838 - Jacques Berthieu, gesuita francese († 1896)
- 1838 - Victor Fatio, zoologo svizzero († 1906)
- 1838 - Vladimir Borisovič Frederiks, generale russo († 1927)
- 1839 - Antonio D'Achiardi, mineralogista italiano († 1902)
- 1840 - Cirillo VIII Geha, vescovo cattolico e patriarca cattolico siriano († 1916)
- 1841 - Chrétien Waydelich, giocatore di croquet francese († 1917)
- 1842 - Carl Otto Harz, micologo e farmacista tedesco († 1906)
- 1843 - Matteo Renato Imbriani, politico italiano († 1901)
- 1844 - Angelo Masini, tenore italiano († 1926)
- 1847 - Cesare Augusto Detti, pittore italiano († 1914)
- 1848 - Federico Della Chiesa, avvocato, scrittore e politico italiano († 1920)
- 1848 - Ida Lumley, nobildonna inglese († 1936)
- 1850 - Giovanni Battista Cerruti, esploratore italiano († 1914)
- 1850 - Henri Patrice Dillon, pittore, illustratore e incisore francese († 1909)
- 1850 - Odoardo Ferragni, paleografo e ornitologo italiano († 1937)
- 1850 - Gotthardt Kuehl, pittore tedesco († 1915)
- 1850 - Roberto Rampoldi, oculista e politico italiano († 1926)
- 1851 - Albert Grey, IV conte Grey, politico inglese († 1917)
- 1851 - Philip A. Herfort, violinista e direttore d'orchestra tedesco († 1920)
- 1852 - Maria Helena Stollenwerk, religiosa tedesca († 1900)
- 1853 - Ernst August Max von Bacmeister, ufficiale prussiano († 1938)
- 1854 - Gottlieb Haberlandt, botanico e biologo austro-ungarico († 1945)
- 1854 - Dukinfield Henry Scott, botanico britannico († 1934)
- 1856 - Frederick Hitch, militare britannico († 1913)
- 1856 - Aleksandr Dmitrievič Kastal'skij, compositore russo († 1926)
- 1856 - Patrick Joseph O'Donnell, cardinale e arcivescovo cattolico irlandese († 1927)
- 1856 - Belisario Porras Barahona, politico panamense († 1942)
- 1857 - Alfonso XII di Spagna, sovrano spagnolo († 1885)
- 1857 - Eugène Dauphin, pittore francese († 1930)
- 1857 - Luigi De Luca, scultore italiano († 1938)
- 1857 - Enrico Salfi, pittore italiano († 1935)
- 1858 - Robert Hadfield, ingegnere britannico († 1940)
- 1859 - Edward Johnson, calciatore inglese († 1901)
- 1862 - Maria Antonia di Braganza, duchessa portoghese († 1959)
- 1862 - Henry McMahon, militare britannico († 1949)
- 1863 - Charles Filiger, pittore francese († 1928)
- 1863 - Dennis Hodgetts, calciatore inglese († 1945)
- 1863 - Edgar Jepson, scrittore inglese († 1938)
- 1864 - Lindley Miller Garrison, politico statunitense († 1932)
- 1864 - Léon van Hout, violista belga († 1945)
- 1864 - Julius Friedrich Lehmann, editore tedesco († 1935)
- 1865 - Hans Aronson, batteriologo, medico e pediatra tedesco († 1919)
- 1866 - Henry Bacon, architetto statunitense († 1924)
- 1868 - Lev Chinčuk, ambasciatore sovietico († 1944)
- 1868 - Louis Franck, politico e avvocato belga († 1937)
- 1868 - Ludovico Gavotti, arcivescovo cattolico italiano († 1918)
- 1868 - Arnold Grimme, botanico tedesco († 1958)
- 1869 - Enrico Asinari di San Marzano, generale e politico italiano († 1938)
- 1869 - Carlo Lombardo, compositore e librettista italiano († 1959)
- 1871 - William McDougall, psicologo britannico († 1938)
- 1871 - Carl Walbrodt, scacchista tedesco († 1902)
- 1872 - Suzanne Adams, cantante statunitense († 1953)
- 1872 - Georgij Nikolaevič di Leuchtenberg, nobile e ufficiale russo († 1929)
- 1872 - Alessandro Schiavi, giornalista, scrittore e sociologo italiano († 1965)
- 1872 - Guido Vitale, diplomatico, linguista e sinologo italiano († 1918)
- 1873 - Louis Ginzberg, rabbino, filosofo e educatore lituano († 1953)
- 1874 - Franz Abbé, ginnasta tedesco († 1936)
- 1874 - Pier Giulio Breschi, giornalista, compositore e incisore italiano († 1937)
- 1874 - Armas Lindgren, architetto finlandese († 1929)
- 1875 - Luigi La Rosa, politico italiano († 1952)
- 1876 - Valentin Faltlhauser, psichiatra tedesco († 1961)
- 1877 - Enoch Marvin Banks, storico statunitense († 1911)
- 1878 - Achille Forti, botanico e mecenate italiano († 1937)
- 1878 - Maria Goia, politica e sindacalista italiana († 1924)
- 1878 - Edith Hannam, tennista britannica († 1951)
- 1878 - Peder Kolstad, politico norvegese († 1932)
- 1878 - Michail Aleksandrovič Romanov, nobile russo († 1918)
- 1879 - Paul Christian Frank, avvocato e politico norvegese († 1956)
- 1879 - Jesse D. Hampton, produttore cinematografico e regista statunitense († 1968)
- 1880 - Aleksandr Aleksandrovič Blok, poeta e drammaturgo russo († 1921)
- 1881 - Henri Beau, calciatore francese († 1928)
- 1881 - Cecil Healy, nuotatore australiano († 1918)
- 1881 - Stefan Zweig, scrittore, drammaturgo e giornalista austriaco († 1942)
- 1882 - Carlo Chiaves, poeta e giornalista italiano († 1919)
- 1882 - Louis Gernet, filologo, giurista e storico francese († 1962)
- 1882 - Domenico Riccardo Peretti Griva, fotografo, magistrato e antifascista italiano († 1962)
- 1882 - Pietro Tesauri, arcivescovo cattolico italiano († 1945)
- 1883 - Paul Hastings Allen, musicista statunitense († 1952)
- 1883 - Carmine Senise, poliziotto e prefetto italiano († 1958)
- 1884 - James Leslie Kincaid, generale, politico e avvocato statunitense († 1973)
- 1884 - Maximilienne, attrice francese († 1978)
- 1884 - Ferenc Molnár, calciatore e allenatore di calcio ungherese († 1959)
- 1885 - Francesco Pentimalli, patologo e politico italiano († 1958)
- 1885 - Edna Sherry, scrittrice e commediografa statunitense († 1967)
- 1885 - Umberto Trabattoni, imprenditore e dirigente sportivo italiano († 1963)
- 1886 - Eleonora d'Asburgo-Teschen, nobildonna († 1974)
- 1886 - Cornelius van Oyen, tiratore a segno tedesco († 1954)
- 1887 - Ernst Röhm, generale e politico tedesco († 1934)
- 1889 - Thomas Rayner Dawson, compositore di scacchi britannico († 1951)
- 1889 - Umberto Dario Paulucci de Calboli, ufficiale e ingegnere italiano († 1974)
- 1890 - Alphonse Matthijsen, missionario e vescovo cattolico olandese († 1963)
- 1890 - Alfred Nichols, mezzofondista britannico († 1952)
- 1891 - Jack Alderson, calciatore inglese († 1972)
- 1891 - Jean Dagnaux, militare e aviatore francese († 1940)
- 1891 - Paul Guillaume, collezionista d'arte e gallerista francese († 1934)
- 1892 - Anna Bonacci, commediografa italiana († 1981)
- 1892 - Ugo Camozzo, arcivescovo cattolico italiano († 1977)
- 1892 - Manlio Feruglio, militare italiano († 1917)
- 1893 - Erminio Brevedan, calciatore italiano († 1915)
- 1893 - Nicolae Caranfil, schermidore, ingegnere e politico rumeno († 1978)
- 1893 - Arthur Endrèze, baritono statunitense († 1975)
- 1893 - Mino Fiocchi, architetto italiano († 1983)
- 1893 - Béla Károly, calciatore e allenatore di calcio ungherese († 1972)
- 1894 - Jane Bess, sceneggiatrice tedesca
- 1894 - Henry Hazlitt, economista statunitense († 1993)
- 1894 - Aleksandr Il'in-Ženevskij, scacchista russo († 1941)
- 1894 - Otto Zdansky, paleontologo austriaco († 1988)
- 1895 - Giovanni Ansaldo, giornalista e scrittore italiano († 1969)
- 1895 - Raoul Årmann, schermidore svedese († 1975)
- 1895 - José Iturbi, pianista, clavicembalista e direttore d'orchestra spagnolo († 1980)
- 1895 - Giovanni Maltese, militare italiano († 1943)
- 1895 - Antonio Panella, militare italiano († 1917)
- 1895 - Vincenzo Tieri, giornalista, commediografo e politico italiano († 1970)
- 1896 - Albert Olsson, calciatore svedese († 1977)
- 1896 - Dawn Powell, scrittrice statunitense († 1965)
- 1896 - Lilia Skala, attrice austriaca († 1994)
- 1897 - Simone Cerdan, attrice e cantante francese († 1967)
- 1897 - Friedrich Vordemberge, pittore tedesco († 1981)
- 1898 - Walther von Hünersdorff, generale tedesco († 1943)
- 1898 - John Wishart, statistico scozzese († 1956)
- 1899 - Fernand Desonay, linguista belga († 1973)
- 1899 - Semën Krivošein, generale sovietico († 1978)
- 1899 - Frances Amelia Yates, storica, insegnante e saggista britannica († 1981)
- 1900 - Giacomo Bisiach, liutaio italiano († 1995)
- 1900 - Aurelio Boza Masvidal, scrittore e critico letterario cubano († 1959)
- 1900 - J. C. Daniel, regista, sceneggiatore e produttore cinematografico indiano († 1975)

## XX secolo(811)
- 1901 - Edwina Ashley, nobile britannica († 1960)
- 1901 - Óscar Diego Gestido, politico uruguaiano († 1967)
- 1901 - Walter Havighurst, scrittore, storico e critico letterario statunitense († 1994)
- 1901 - Leonas Juozapaitis, calciatore lituano († 1980)
- 1902 - Manlio Capitolo, giurista e poeta italiano († 1954)
- 1902 - Semёn Iosifovič Derevjanskij, regista cinematografico sovietico († 1981)
- 1902 - Henry Jolles, pianista e compositore tedesco († 1965)
- 1903 - Ernesto Cauvin, imprenditore, dirigente sportivo e politico italiano († 1981)
- 1903 - Willy Gervin, pistard danese († 1951)
- 1903 - George Johnson, generale britannico († 1980)
- 1903 - James Howard McGrath, politico statunitense († 1966)
- 1903 - Stanisław Prauss, ingegnere polacco († 1997)
- 1904 - Du Yuming, generale e politico cinese († 1981)
- 1904 - Mario Giustarini, politico e partigiano italiano († 2002)
- 1904 - Hugo Hofstad, dirigente sportivo e calciatore norvegese († 1979)
- 1904 - Helen Jepson, soprano statunitense († 1997)
- 1904 - Gjon Mili, fotografo albanese († 1984)
- 1904 - Nancy Mitford, scrittrice e biografa britannica († 1973)
- 1904 - Andrej Mráz, critico letterario, storico della letteratura e drammaturgo slovacco († 1964)
- 1905 - Nino Lolli, calciatore e politico italiano († 1965)
- 1905 - Josef Smistik, allenatore di calcio e calciatore austriaco († 1985)
- 1905 - Albert Tucker, matematico canadese († 1995)
- 1906 - André Hurtevent, allenatore di calcio e calciatore francese († 1988)
- 1906 - Francesco Petrin, antifascista italiano († 1980)
- 1906 - Ernst Pistulla, pugile tedesco († 1945)
- 1906 - Raffaele Trevisan, partigiano italiano († 1943)
- 1907 - Rose Bampton, soprano e insegnante statunitense († 2007)
- 1907 - Edward Carfagno, scenografo statunitense († 1996)
- 1907 - Alberto Moravia, scrittore, giornalista e sceneggiatore italiano († 1990)
- 1907 - Alberto Moravia, scrittore italiano († 1990)
- 1907 - Stasys Šačkus, cestista lituano († 1985)
- 1908 - Juan Arrillaga, calciatore argentino († 1970)
- 1908 - Franz Cisar, calciatore austriaco († 1943)
- 1908 - Guido Gualandi, partigiano italiano († 1964)
- 1908 - Claude Lévi-Strauss, antropologo, etnologo e filosofo francese († 2009)
- 1908 - Roberto Lupi, compositore italiano († 1971)
- 1908 - Jules Monnerot, sociologo e giornalista francese († 1995)
- 1908 - Oddone Piazza, pugile italiano († 1967)
- 1908 - Richard Powell, scrittore, giornalista e pubblicitario statunitense († 1999)
- 1909 - Farid Abou-Shadi, schermidore egiziano
- 1909 - Orazio Barbieri, politico e partigiano italiano († 2006)
- 1909 - Umberto Franci, artista italiano († 2012)
- 1909 - Gualtiero Galmanini, architetto e designer italiano († 1976)
- 1909 - David Miller, regista statunitense († 1992)
- 1909 - Aleksandar Ranković, politico e antifascista jugoslavo († 1983)
- 1909 - Naum Michajlovič Trachtenberg, regista sovietico († 1970)
- 1910 - Raimondo Bergamin, missionario e vescovo cattolico italiano († 1991)
- 1910 - Bernard Charbonneau, filosofo, insegnante e storico francese († 1996)
- 1910 - Heinz Hoffmann, politico e generale tedesco-orientale († 1985)
- 1911 - Margita Česányiová, soprano slovacco († 2007)
- 1912 - Morris Louis, pittore statunitense († 1962)
- 1912 - Dick Foss, calciatore inglese († 1995)
- 1913 - Harry Bartell, attore statunitense († 2004)
- 1913 - Riccardo Bombig, militare italiano († 1939)
- 1913 - Roberto Busa, gesuita, linguista e informatico italiano († 2011)
- 1913 - Mario Nascimbene, compositore e direttore d'orchestra italiano († 2002)
- 1914 - Modere Bruneteau, hockeista su ghiaccio e allenatore di hockey su ghiaccio canadese († 1982)
- 1914 - Gaetano De Rosa, militare italiano († 1938)
- 1914 - Cesare Zacchi, arcivescovo cattolico italiano († 1991)
- 1915 - Stefano Canzio, giornalista e regista italiano († 1991)
- 1915 - Elsa Cenci, cestista italiana
- 1915 - Ján Földeš, calciatore slovacco († 1981)
- 1915 - Konstantin Michajlovič Simonov, scrittore sovietico († 1979)
- 1916 - Lilian Baels, belga († 2002)
- 1916 - Guy Lapébie, ciclista su strada e pistard francese († 2010)
- 1916 - Ramón José Velásquez, politico, giornalista e storico venezuelano († 2014)
- 1917 - Alan Schneider, regista statunitense († 1984)
- 1918 - Onofrio Fusco, allenatore di calcio e calciatore italiano († 1994)
- 1918 - Peter Malcolm Holt, orientalista, storico e arabista britannico († 2006)
- 1918 - Massimo Petrocchi, storico italiano († 1991)
- 1918 - Carlos Visentín, pallanuotista argentino († 2017)
- 1918 - Hanna Walz, politica tedesca († 1997)
- 1919 - Vaifro Goffi, calciatore italiano
- 1919 - Michele Natale, calciatore italiano
- 1919 - Vincenzo Pappalettera, partigiano e storico italiano († 1998)
- 1919 - Zora Piazza, attrice italiana
- 1919 - Faye Schulman, fotografa e partigiana polacca († 2021)
- 1920 - Cesare Benedetti, calciatore italiano († 1990)
- 1920 - René Chocat, cestista francese († 2000)
- 1920 - Cecilia Colledge, pattinatrice artistica su ghiaccio britannica († 2008)
- 1920 - Leo Gottlieb, cestista statunitense († 1972)
- 1920 - Pietro Valenza, politico italiano († 1997)
- 1921 - Olav Hagen, fondista norvegese († 2013)
- 1921 - Erminia Romano, direttrice d'orchestra e pianista italiana († 1987)
- 1921 - Ivanoe Sacchetti, calciatore italiano († 1985)
- 1922 - Joe Camic, cestista statunitense († 2011)
- 1922 - Pinchas Lapide, diplomatico, teologo e storico delle religioni austriaco († 1997)
- 1922 - Noel Mewton-Wood, pianista australiano († 1953)
- 1922 - Meyer Jerison, matematico statunitense († 1995)
- 1922 - Robert Soro, rugbista a 15 francese († 2013)
- 1923 - Giovanni Aquilecchia, letterato italiano († 2001)
- 1923 - Sergio Brusa Pasquè, cestista e ingegnere italiano († 1990)
- 1923 - Helen Delich Bentley, politica statunitense († 2016)
- 1923 - James Karen, attore statunitense († 2018)
- 1923 - Francesco Massarelli, militare italiano († 1977)
- 1923 - Emilio Rodríguez, ciclista su strada spagnolo († 1984)
- 1924 - Giovanni Ballico, calciatore, allenatore di calcio e dirigente sportivo italiano († 2023)
- 1924 - Savino Bernardo Maria Cazzaro Bertollo, arcivescovo cattolico italiano († 2017)
- 1924 - Johanna Döbereiner, agronoma e batteriologa cecoslovacca († 2000)
- 1924 - Abolfazl Salabi, cestista iraniano († 2020)
- 1925 - József Bozsik, calciatore e allenatore di calcio ungherese († 1978)
- 1925 - Luigi Carpaneda, schermidore italiano († 2011)
- 1925 - Gloria Grahame, attrice statunitense († 1981)
- 1925 - Gigi Gryce, sassofonista, compositore e arrangiatore statunitense († 1983)
- 1925 - Giose Rimanelli, poeta e saggista statunitense († 2018)
- 1925 - Alessandro Torlonia, principe e banchiere italiano († 2017)
- 1925 - Umberto Veronesi, oncologo e politico italiano († 2016)
- 1926 - Marco Nozza, giornalista e saggista italiano († 1999)
- 1926 - Luis Jorge Prieto, linguista e semiologo argentino († 1996)
- 1927 - Abdul Halim di Kedah, sovrano malese († 2017)
- 1927 - Roberto Coppini, poeta e imprenditore italiano († 2013)
- 1927 - Chuck Mitchell, attore statunitense († 1992)
- 1927 - Stepan Pučinjan, regista sovietico († 2018)
- 1927 - Giorgio Sala, politico italiano
- 1928 - Sandro Bajini, drammaturgo, traduttore e scrittore italiano († 2022)
- 1928 - Birgitte Wilbek, ex pallamanista e ex cestista danese
- 1928 - Bob McIntyre, pilota motociclistico britannico († 1962)
- 1928 - Arthur Melvin Okun, economista statunitense († 1980)
- 1928 - Francesco Picardi, politico italiano († 2012)
- 1928 - Gert Schramm, scrittore tedesco († 2016)
- 1928 - Joseph Vissers, pugile belga († 2006)
- 1929 - Giorgio Calabrese, paroliere e autore televisivo italiano († 2016)
- 1929 - Marino Corder, politico italiano († 1988)
- 1929 - Berry Gordy, produttore discografico statunitense
- 1929 - Keijo Hynninen, cestista finlandese († 2020)
- 1929 - Paul Fouad Naïm Tabet, arcivescovo cattolico libanese († 2009)
- 1930 - Mikuláš Athanasov, lottatore cecoslovacco († 2005)
- 1930 - Mieczysław Fęglerski, cestista polacco († 2011)
- 1930 - Carlos Figueroa Serrano, politico e avvocato cileno
- 1930 - Carlos Ibáñez, calciatore cileno († 2015)
- 1930 - Vera Pescarolo, attrice, sceneggiatrice e produttrice cinematografica italiana († 2024)
- 1931 - Jan Aronsson, calciatore svedese († 2016)
- 1931 - Giulio Cesare Gallenzi, politico italiano († 2020)
- 1931 - Dervla Murphy, avventuriera irlandese († 2022)
- 1931 - George Ramsay Cook, storico e docente canadese († 2016)
- 1931 - María Romano, ex schermitrice argentina
- 1931 - Tomi Ungerer, scrittore, illustratore e viaggiatore francese († 2019)
- 1932 - Gato Barbieri, sassofonista e compositore argentino († 2016)
- 1932 - George Dancis, cestista lettone († 2021)
- 1932 - Cesare Gelli, attore italiano († 2016)
- 1932 - Fatmir Meka, cestista albanese († 1984)
- 1932 - Alberto Samonà, architetto e urbanista italiano († 1993)
- 1933 - Hope Lange, attrice statunitense († 2003)
- 1933 - Liam Munroe, calciatore irlandese († 2024)
- 1933 - Mariano Scarpa, politico italiano
- 1933 - Sándor Sára, direttore della fotografia, regista e sceneggiatore ungherese († 2019)
- 1934 - Fredy Brupbacher, sciatore alpino svizzero († 2018)
- 1934 - Pierre Joxe, magistrato e politico francese
- 1934 - René Libeer, pugile francese († 2006)
- 1934 - Claudio Olivieri, pittore e scultore italiano († 2019)
- 1934 - Roy Rea, calciatore nordirlandese († 2005)
- 1934 - Luciano Rossi, attore italiano († 2005)
- 1934 - Berno von Cramm, attore e doppiatore tedesco
- 1935 - Gianfranco Civolani, giornalista, scrittore e dirigente sportivo italiano († 2019)
- 1935 - Avery Corman, scrittore statunitense
- 1935 - Masahito, principe Hitachi, principe giapponese
- 1936 - Uberto Bertacca, scenografo e costumista italiano († 2020)
- 1936 - Eva Cantarella, storica, giurista e sociologa italiana
- 1936 - Carlo Castellano, manager e imprenditore italiano
- 1936 - Costantino Dardi, architetto italiano († 1991)
- 1936 - Carol Gilligan, psicologa statunitense
- 1936 - Gary Hart, politico statunitense
- 1936 - Pier Vincenzo Mengaldo, filologo, critico letterario e linguista italiano
- 1936 - Dieter Pfeifer, ex nuotatore tedesco
- 1936 - Théodore-Adrien Sarr, cardinale e arcivescovo cattolico senegalese
- 1936 - Philippe Sollers, scrittore, saggista e filosofo francese († 2023)
- 1936 - Ray Collins, fumettista argentino
- 1937 - Oleg Kopaev, allenatore di calcio e calciatore sovietico († 2010)
- 1937 - Uğur Köken, ex calciatore turco
- 1937 - Ursula Küper, ex nuotatrice tedesca orientale
- 1937 - Bob Mark, tennista australiano († 2006)
- 1937 - Hideo Ninomiya, ex nuotatore giapponese
- 1937 - Wilbur Ross, politico e imprenditore statunitense
- 1938 - Vittorio Capecchi, sociologo italiano († 2023)
- 1938 - Ernie Ladd, wrestler e giocatore di football americano statunitense († 2007)
- 1938 - Alicia Maguiña, compositrice e cantante peruviana († 2020)
- 1938 - Settimo Mineo, mafioso italiano
- 1938 - Gottardo Ortelli, pittore, critico d'arte e docente italiano († 2003)
- 1938 - Kofi Pare, ex calciatore ghanese
- 1938 - Tom Regan, filosofo, scrittore e docente statunitense († 2017)
- 1938 - Michael Ritchie, regista statunitense († 2001)
- 1939 - Gordon Eaton, ex sciatore alpino e allenatore di sci alpino statunitense
- 1939 - Abdul Malik, ex velocista pakistano
- 1939 - Gennadij Vol'nov, cestista sovietico († 2008)
- 1940 - Sergio Barbasio, ex pilota automobilistico italiano
- 1940 - Pietro Camozzi, calciatore e allenatore di calcio italiano († 2017)
- 1940 - Bruce Channel, cantautore statunitense
- 1940 - Alberto Gallardo, calciatore peruviano († 2001)
- 1940 - Henrik Kalocsai, triplista e lunghista ungherese († 2012)
- 1940 - Laura Tavanti, attrice italiana
- 1940 - Marino Zorzi, bibliotecario italiano
- 1940 - Severo de Sales, ex calciatore messicano
- 1941 - Laura Antonelli, attrice italiana († 2015)
- 1941 - Norm Beaudin, ex hockeista su ghiaccio e allenatore di hockey su ghiaccio canadese
- 1941 - Mario Sestili, ex calciatore italiano
- 1941 - Benito di Paula, cantante, pianista e compositore brasiliano
- 1942 - Maurizio Andolfi, psichiatra italiano
- 1942 - Esteban Juan Caselli, politico italiano
- 1942 - Mario Cocciu, politico italiano
- 1942 - Bo Johansson, allenatore di calcio e ex calciatore svedese
- 1942 - Davie Johnston, calciatore scozzese († 2004)
- 1942 - Joachim Peter, ex schermidore tedesco
- 1942 - Hans-Peter Rehm, compositore di scacchi tedesco
- 1942 - Eric Shinseki, generale statunitense
- 1942 - Gunnar Utterberg, canoista svedese († 2021)
- 1942 - Paul Warfield, ex giocatore di football americano statunitense
- 1942 - Luigi Zanda, politico e avvocato italiano
- 1943 - Clyde C. Holloway, politico statunitense († 2016)
- 1943 - Francisco-Javier Lozano, arcivescovo cattolico e diplomatico spagnolo
- 1943 - George Trumbull Miller, regista britannico († 2023)
- 1943 - Randy Newman, cantautore, pianista e compositore statunitense
- 1943 - Silvestro Pistolesi, pittore italiano († 2022)
- 1943 - Al Rangone, musicista e cantautore italiano
- 1943 - Manlio Rocchetti, truccatore italiano († 2017)
- 1943 - Massimo Tamburini, ingegnere e designer italiano († 2014)
- 1943 - Tullio Telmon, linguista italiano
- 1944 - Rita Mae Brown, scrittrice, poetessa e sceneggiatrice statunitense
- 1944 - Radu Diaconescu, ex cestista rumeno
- 1944 - Daniel Duval, attore, regista e sceneggiatore francese († 2013)
- 1944 - Tadeusz Nowak, ex calciatore polacco
- 1944 - Umberto Paolucci, dirigente d'azienda italiano
- 1944 - Terry Plumeri, compositore, direttore d'orchestra e contrabbassista statunitense († 2016)
- 1944 - Mario Robutti, politico italiano († 2018)
- 1944 - Francesco Volpato, ex calciatore italiano
- 1945 - Franklin Drilon, politico filippino
- 1945 - Georg Volkert, calciatore tedesco († 2020)
- 1945 - Mike Walker, allenatore di calcio e ex calciatore gallese
- 1946 - Joe Dante, regista, sceneggiatore e produttore cinematografico statunitense
- 1946 - David Doubilet, fotografo statunitense
- 1946 - Kathleen Ellis, ex nuotatrice statunitense
- 1946 - Chisako Kakehi, serial killer giapponese († 2024)
- 1946 - Nikolaj Korol'kov, cavaliere russo († 2024)
- 1946 - Li Baotian, attore cinese
- 1946 - Kazuhiro Ninomiya, ex judoka giapponese
- 1946 - Jeannine Oppewall, scenografa statunitense
- 1946 - Gabriella Pozzuolo, ex ginnasta italiana
- 1946 - Paolo Scaroni, manager, dirigente sportivo e banchiere italiano
- 1947 - Michel Berger, cantautore e produttore discografico francese († 1992)
- 1947 - Maria Farantouri, cantante e musicista greca
- 1947 - Gustav Hasford, militare e scrittore statunitense († 1993)
- 1947 - Perla Suez, scrittrice argentina
- 1948 - Mick Channon, ex calciatore inglese
- 1948 - Mona Guerrant, ex tennista statunitense
- 1948 - Agnieszka Holland, regista e sceneggiatrice polacca
- 1948 - Denis Moncada, politico, diplomatico e avvocato nicaraguense
- 1948 - Eef Mulders, ex calciatore olandese
- 1948 - Mariana Nicolesco, soprano rumeno († 2022)
- 1948 - Genaro Sermeño, calciatore salvadoregno († 2022)
- 1949 - Jean-Charles de Castelbajac, stilista francese
- 1949 - Tony Cicco, batterista, tastierista e cantante italiano
- 1949 - Marek Dąbrowski, ex schermidore polacco
- 1949 - Giancarlo Dal Forno, ex arbitro di calcio italiano
- 1949 - Alexander Godunov, ballerino, attore e insegnante sovietico († 1995)
- 1949 - Mike Haluchak, allenatore di football americano e ex giocatore di football americano statunitense
- 1949 - Kyoko Mizuki, scrittrice giapponese
- 1949 - Paul Shaffer, tastierista, compositore e personaggio televisivo canadese
- 1949 - Gianluigi Stanga, dirigente sportivo italiano
- 1949 - Corneliu Vadim Tudor, politico rumeno († 2015)
- 1950 - Edward Bennett, regista e sceneggiatore britannico
- 1950 - Hans Fassnacht, ex nuotatore tedesco
- 1950 - Ed Harris, attore statunitense
- 1950 - Russell Alan Hulse, fisico statunitense
- 1950 - Eric Minkin, cestista statunitense († 2025)
- 1950 - Mario Pittoni, politico italiano
- 1950 - Roald Poulsen, allenatore di calcio danese († 2024)
- 1950 - Josiane Tanzilli, attrice italiana
- 1950 - Peeter Torop, semiologo estone
- 1950 - George Yonashiro, allenatore di calcio e ex calciatore brasiliano
- 1951 - Carlo Cerciello, attore e regista italiano
- 1951 - Bobby Chacon, pugile statunitense († 2016)
- 1951 - Pier Paolo D'Attorre, storico e politico italiano († 1997)
- 1951 - Lanny Gordin, compositore, musicista e polistrumentista brasiliano († 2023)
- 1951 - Barbara Morgan, ex astronauta e insegnante statunitense
- 1951 - Mitsuyo Nagumo, ex sciatrice alpina giapponese
- 1951 - Hugo Pena, calciatore argentino († 1981)
- 1952 - Pat Cox, politico, giornalista e conduttore televisivo irlandese
- 1952 - Marie-Pierre Duhamel-Müller, regista, traduttrice e critica cinematografica francese († 2023)
- 1952 - Boško Lozica, ex pallanuotista e allenatore di pallanuoto jugoslavo
- 1952 - S. Epatha Merkerson, attrice statunitense
- 1952 - Salvatore Sardo, dirigente d'azienda italiano
- 1952 - Rolf Österreich, ex pattinatore artistico su ghiaccio tedesco
- 1953 - Poul Andersen, ex calciatore danese
- 1953 - Michael Chertoff, politico e avvocato statunitense
- 1953 - Alistair Darling, politico britannico († 2023)
- 1953 - Pamela Hayden, attrice e doppiatrice statunitense
- 1953 - Tomaž Kavčič, allenatore di calcio e ex calciatore sloveno
- 1953 - Ewald Lienen, ex calciatore, allenatore di calcio e dirigente sportivo tedesco
- 1953 - Kaire Mbuende, diplomatico namibiano
- 1953 - Nadežda Olizarenko, mezzofondista sovietica († 2017)
- 1954 - Barbara Grabowska, attrice polacca († 1994)
- 1954 - Larry Johnson, cestista statunitense († 2025)
- 1954 - Katsutoshi Kawano, ammiraglio giapponese
- 1954 - Agatino Licandro, ex politico italiano
- 1954 - Julian Nida-Rümelin, filosofo e politologo tedesco
- 1954 - Elio Massimo Palmizio, politico italiano
- 1954 - Marko Ivan Rupnik, artista, teologo e presbitero sloveno
- 1955 - Alessandro Altobelli, ex calciatore italiano
- 1955 - Michel Amathieu, direttore della fotografia francese
- 1955 - George Andrews, ex giocatore di football americano statunitense
- 1955 - François Boucq, fumettista francese
- 1955 - Wendy Brown, filosofa statunitense
- 1955 - Antônio Dumas, allenatore di calcio brasiliano († 2019)
- 1955 - Terry Holladay, ex tennista statunitense
- 1955 - Adem Jashari, generale albanese († 1998)
- 1955 - Rudy McCollum, politico e avvocato statunitense
- 1955 - David James Oakley, vescovo cattolico britannico
- 1955 - Sergio Pellandini, pilota motociclistico svizzero
- 1955 - Miguel Ángel Portugal, ex calciatore e allenatore di calcio spagnolo
- 1955 - Robi Zonca, musicista italiano
- 1956 - Deng Jun, ex pallanuotista cinese
- 1956 - Alberto Grollo, compositore e chitarrista italiano
- 1956 - James Hogan, dirigente d'azienda australiano
- 1956 - Harald Mothes, ex calciatore tedesco orientale
- 1956 - Héctor Olivencia, ex cestista portoricano
- 1956 - Sandro Parcaroli, politico italiano
- 1956 - Víctor Rosado, ex hockeista su pista portoghese
- 1956 - Gualtiero Rosella, sceneggiatore italiano
- 1956 - Savage, cantante, compositore e produttore discografico italiano
- 1957 - Daniele Biacchessi, giornalista, scrittore e conduttore radiofonico italiano
- 1957 - Filippo Maria Bressan, direttore d'orchestra e direttore di coro italiano
- 1957 - Elisabetta Dessy, ex nuotatrice e modella italiana
- 1957 - Mats Jonsson, ex pilota di rally svedese
- 1957 - Jože Kuralt, sciatore alpino jugoslavo († 1986)
- 1957 - Fiorenzo Lafranchi, educatore e editore svizzero († 1995)
- 1957 - Grazia Lissi, fotografa e giornalista italiana
- 1957 - Gaspar Llamazares, politico spagnolo
- 1957 - Laura Luca, cantautrice italiana
- 1957 - Yasutarō Matsuki, allenatore di calcio e ex calciatore giapponese
- 1957 - Jerry Ordway, fumettista statunitense
- 1957 - Carlos Sánchez Aguiar, allenatore di calcio spagnolo
- 1957 - Vivienne Tam, stilista cinese
- 1958 - Kriss Akabusi, ex ostacolista e velocista britannico
- 1958 - Alfredo Arias, allenatore di calcio e ex calciatore uruguaiano
- 1958 - Don Collins, ex cestista statunitense
- 1958 - Tanya Harford, tennista sudafricana
- 1958 - Kanako Inuki, fumettista giapponese
- 1958 - Fabio Metitieri, giornalista e saggista italiano († 2009)
- 1958 - Montie Rissel, serial killer statunitense
- 1958 - Christopher Rouse, montatore e sceneggiatore statunitense
- 1958 - Urs Räber, ex sciatore alpino svizzero
- 1958 - Luis Rafael Zarama Pasqualetto, vescovo cattolico colombiano
- 1959 - Pedro Javier Acosta, ex calciatore venezuelano
- 1959 - Steve Bicknell, ex calciatore inglese
- 1959 - Lorenzo Dellai, politico italiano
- 1959 - Toshiki Inoue, sceneggiatore, regista e fumettista giapponese
- 1959 - Giulio Marcon, scrittore, saggista e politico italiano
- 1959 - Miki Matsubara, cantautrice giapponese († 2004)
- 1959 - Judd Nelson, attore statunitense
- 1959 - Massimo Recalcati, psicoanalista e saggista italiano
- 1959 - Stephen Roche, ex ciclista su strada e pistard irlandese
- 1959 - Brian Valentine, ingegnere, informatico e dirigente d'azienda statunitense
- 1960 - Salvatore Andracchio, allenatore di calcio e ex calciatore italiano
- 1960 - Barry Alexander Brown, montatore, regista e produttore cinematografico britannico
- 1960 - Dave Duerson, giocatore di football americano statunitense († 2011)
- 1960 - Víctor Fernández, allenatore di calcio spagnolo
- 1960 - John Galliano, stilista inglese
- 1960 - David Hirschfelder, compositore australiano
- 1960 - Sharon Maguire, regista britannica
- 1960 - Cristiana Paternò, critica cinematografica e giornalista italiana
- 1960 - Frédérique Prud'Homme, ex cestista francese
- 1960 - Rodrigo Rosenberg Marzano, avvocato guatemalteco († 2009)
- 1960 - Martin Scicluna, ex calciatore maltese
- 1960 - Kenny Wharton, ex calciatore, allenatore di calcio e dirigente sportivo inglese
- 1961 - Salvatore Bettiol, ex maratoneta italiano
- 1961 - Bill Campbell, ex rugbista a 15 e medico australiano
- 1961 - Martin Clunes, attore, conduttore televisivo e comico inglese
- 1961 - Alfonso Cuarón, regista, sceneggiatore e produttore cinematografico messicano
- 1961 - Bruce Derlin, ex tennista neozelandese
- 1961 - Tom Homan, funzionario statunitense
- 1961 - Serge Joncour, scrittore e sceneggiatore francese
- 1961 - Māris Kučinskis, politico lettone
- 1961 - Sebastiano Molinari, tiratore a volo italiano
- 1961 - Jonathan Mostow, regista, sceneggiatore e produttore cinematografico statunitense
- 1961 - Jaakko Niemi, ex biatleta finlandese
- 1961 - Trevor Senior, allenatore di calcio e ex calciatore inglese
- 1962 - Rose Abdoo, attrice statunitense
- 1962 - Mohamed Al-Jawad, ex calciatore saudita
- 1962 - Andreas Behm, sollevatore tedesco orientale († 2021)
- 1962 - Matt Cameron, batterista statunitense
- 1962 - Peter Chan, regista e produttore cinematografico cinese
- 1962 - Giuseppe Frascolla, ex cestista italiano
- 1962 - Marco Ricca, attore e produttore cinematografico brasiliano
- 1962 - Jon Rønningen, ex lottatore norvegese
- 1962 - Jane Sibbett, attrice e disc jockey statunitense
- 1962 - Jon Stewart, conduttore televisivo, regista e comico statunitense
- 1962 - Raimundo Nonato Tavares da Silva, ex calciatore e allenatore di calcio brasiliano
- 1963 - Brendan John Cahill, vescovo cattolico statunitense
- 1963 - Christelle Doumergue, cestista francese († 2023)
- 1963 - Doris Frick, diplomatica liechtensteinese
- 1963 - Armando Iannucci, sceneggiatore, regista e produttore televisivo britannico
- 1963 - Johnny Newman, ex cestista statunitense
- 1963 - Oumar Tatam Ly, politico maliano
- 1964 - Michael Bennet, politico statunitense
- 1964 - Armin Bittner, allenatore di sci alpino e ex sciatore alpino tedesco
- 1964 - Jorge Capitanich, politico argentino
- 1964 - Ken Charlery, allenatore di calcio e ex calciatore santaluciano
- 1964 - Jesse Cook, chitarrista canadese
- 1964 - Sallie Krawcheck, imprenditrice statunitense
- 1964 - Francesco Lotoro, pianista, compositore e direttore d'orchestra italiano
- 1964 - Giancarlo Perbellini, cuoco italiano
- 1964 - Neil Pointon, ex calciatore inglese
- 1964 - Roy Tarpley, cestista statunitense († 2015)
- 1965 - Peter Beagrie, ex calciatore inglese
- 1965 - Guillaume Dustan, magistrato, scrittore e giornalista francese († 2005)
- 1965 - José Echenique, ex cestista venezuelano
- 1965 - Gabriele Finaldi, storico dell'arte e museologo britannico
- 1965 - Jürgen Fuchs, pilota motociclistico tedesco
- 1965 - Kiril Georgiev, scacchista macedone
- 1965 - Anastasia Hille, attrice britannica
- 1965 - Octavio Mora, allenatore di calcio e ex calciatore messicano
- 1965 - Erwin Mortier, scrittore belga
- 1966 - Tamayo Akiyama, fumettista e illustratrice giapponese
- 1966 - Andrea Gruber, soprano statunitense
- 1966 - Chris Jacobs, politico statunitense
- 1966 - Kōji Mori, fumettista giapponese
- 1966 - Giuseppe Palombo, militare italiano († 2004)
- 1966 - Sergio Ruzzier, illustratore, scrittore e traduttore italiano
- 1966 - Leif Rune Salte, ex calciatore norvegese
- 1966 - Scott Sunderland, ex ciclista su strada e dirigente sportivo australiano
- 1967 - Marcel Ciolacu, politico rumeno
- 1967 - José Del Solar, allenatore di calcio, dirigente sportivo e ex calciatore peruviano
- 1967 - Paul Graham, ex cestista statunitense
- 1967 - Chris Heaton-Harris, politico britannico
- 1967 - Renhō, politica giapponese
- 1967 - Dubravko Pavličić, calciatore croato († 2012)
- 1967 - Sergio Pezzotta, ex arbitro di calcio argentino
- 1967 - Hossein Shahabi, regista, sceneggiatore e produttore cinematografico iraniano († 2023)
- 1967 - Anna Nicole Smith, modella e attrice statunitense († 2007)
- 1967 - Stephnie Weir, attrice e comica statunitense
- 1968 - Lufti Bin Swei Lagha, criminale tunisino
- 1968 - Clas Brede Bråthen, dirigente sportivo e ex saltatore con gli sci norvegese
- 1968 - Katarzyna Dulnik, ex cestista e allenatrice di pallacanestro polacca
- 1968 - Fabian Jeker, dirigente sportivo e ex ciclista su strada svizzero
- 1968 - King Britt, disc-jockey statunitense
- 1968 - Massimo Mallegni, politico italiano
- 1968 - Matteo Meschiari, saggista italiano
- 1968 - Brian Shorter, ex cestista statunitense
- 1968 - Stephanie Storp, ex pesista e discobola tedesca
- 1968 - Steven Waddington, attore britannico
- 1968 - Astrid Williamson, musicista, compositrice e cantautrice scozzese
- 1969 - Dale Carter, ex giocatore di football americano statunitense
- 1969 - Martin Cummins, attore canadese
- 1969 - Colman Domingo, attore statunitense
- 1969 - Aleksandar Gilić, ex cestista serbo
- 1969 - Li Xiaoyong, ex cestista cinese
- 1969 - Sonia O'Sullivan, ex mezzofondista e maratoneta irlandese
- 1969 - Javier Olaizola, ex calciatore spagnolo
- 1969 - Lexington Steele, attore pornografico statunitense
- 1969 - Michelle Thaller, astronoma statunitense
- 1969 - Hanne Ørstavik, scrittrice norvegese
- 1970 - Erez Ben Harush, attore, personaggio televisivo e comico israeliano
- 1970 - Ran Ben Shimon, allenatore di calcio e ex calciatore israeliano
- 1970 - Jason Calacanis, imprenditore statunitense
- 1970 - Álex López Morón, ex tennista spagnolo
- 1970 - Izaskun Manuel Llados, sciatrice alpina spagnola
- 1970 - Julie Mehretu, artista etiope
- 1970 - Jan Michaelsen, allenatore di calcio e ex calciatore danese
- 1970 - Richard Osman, scrittore, autore televisivo e conduttore televisivo britannico
- 1970 - Édouard Philippe, funzionario e politico francese
- 1970 - Marco Sanges, fotografo italiano
- 1970 - Cristiano Scalabrelli, allenatore di calcio, ex calciatore e ex giocatore di beach soccer italiano
- 1970 - Bratislav Živković, allenatore di calcio e ex calciatore serbo
- 1971 - Dain Blanton, ex giocatore di beach volley statunitense
- 1971 - Christopher Coake, scrittore statunitense
- 1971 - Saida Fikri, cantautrice marocchina
- 1971 - Gylve Fenris Nagell, musicista norvegese
- 1971 - Rein Alexander, cantante norvegese
- 1971 - Pavel Šaramet, giornalista bielorusso († 2016)
- 1972 - Steeve Briois, politico francese
- 1972 - Lonnie Devantier, cantante danese
- 1972 - Vera Fogwill, attrice, regista cinematografica e sceneggiatrice argentina
- 1972 - Cato André Hansen, allenatore di calcio e calciatore norvegese
- 1972 - Mungonzazal Janshindulam, pianista mongola († 2007)
- 1972 - Anastasia Kelesidou, ex discobola greca
- 1972 - Patrick Mächler, ex fondista svizzero
- 1972 - Yasuko Matsuyuki, attrice e cantante giapponese
- 1972 - Hiroshi Nanami, allenatore di calcio e ex calciatore giapponese
- 1972 - Simona Novara, ex sciatrice alpina italiana
- 1972 - Giancarlo Raimondi, dirigente sportivo e ex ciclista su strada italiano
- 1972 - Jesper Strömblad, musicista svedese
- 1972 - Milan Timko, ex calciatore slovacco
- 1973 - Iñaki Barrenetxea, ex ciclista su strada spagnolo
- 1973 - Dmitrij Vladimirovič Belogolovcev, ex ballerino russo
- 1973 - Kinoko Nasu, scrittore, sceneggiatore e autore di videogiochi giapponese
- 1973 - Jade Puget, chitarrista statunitense
- 1973 - Robert Smedley, ingegnere britannico
- 1973 - Gina Tognoni, attrice statunitense
- 1973 - Donatas Vencevičius, allenatore di calcio e ex calciatore lituano
- 1974 - Apl.de.ap, rapper filippino
- 1974 - Pascal Bedrossian, ex calciatore francese
- 1974 - Andrea Bermani, attore italiano
- 1974 - Valentino Bianchi, musicista italiano
- 1974 - Nancy Carroll, attrice britannica
- 1974 - Rob Conway, wrestler statunitense
- 1974 - Ben Crompton, attore britannico
- 1974 - Federico Gutiérrez, ingegnere e politico colombiano
- 1974 - Jörg Heckenbach, ex giocatore di football americano tedesco
- 1974 - Desmond Noel, ex calciatore grenadino
- 1974 - Daz Sampson, cantante britannico
- 1974 - Styles P, rapper statunitense
- 1975 - Denis Bećirović, politico bosniaco
- 1975 - Alfredo Bóia, ex calciatore portoghese
- 1975 - Ekaterina Dafovska, ex biatleta bulgara
- 1975 - Giovanni Donzelli, politico italiano
- 1975 - Eka Kurniawan, scrittore, giornalista e sceneggiatore indonesiano
- 1975 - Andy Linden, attore britannico
- 1975 - Sunny Mabrey, attrice, modella e comica statunitense
- 1975 - Park Sung-bae, ex calciatore sudcoreano
- 1975 - Leandro Planas, allenatore di calcio a 5 e ex giocatore di calcio a 5 argentino
- 1975 - Satyr, cantante e polistrumentista norvegese
- 1975 - Takashi Shimoda, allenatore di calcio e ex calciatore giapponese
- 1975 - Maurissa Tancharoen, attrice statunitense
- 1976 - Juana Acosta, attrice colombiana
- 1976 - Mickaël Dogbé, ex calciatore togolese
- 1976 - Gordan Kožulj, ex nuotatore croato
- 1976 - Ryan Kwanten, attore australiano
- 1976 - Willem Laure, ex cestista francese
- 1976 - Aitor Ocio, ex calciatore spagnolo
- 1976 - Lucía Puenzo, regista cinematografica, sceneggiatrice e scrittrice argentina
- 1976 - Isabel Sánchez, ex cestista e allenatrice di pallacanestro spagnola
- 1976 - Jake Sullivan, politico e funzionario statunitense
- 1976 - Jeremy Teela, ex biatleta statunitense
- 1976 - Lucia Ďuriš Nicholsonová, politica slovacca
- 1977 - Leo Abrahams, musicista, produttore discografico e compositore inglese
- 1977 - Marlon Broomes, ex calciatore inglese
- 1977 - Fabio Grosso, allenatore di calcio e ex calciatore italiano
- 1977 - César Jiménez Jiménez, ex calciatore spagnolo
- 1977 - Andrea Kalavská, politica slovacca
- 1977 - Dan Langhi, ex cestista statunitense
- 1977 - Pellegrino Matarazzo, allenatore di calcio e ex calciatore statunitense
- 1977 - Acer Nethercott, canottiere britannico († 2013)
- 1977 - Tino Paoletti, ex rugbista a 15 italiano
- 1977 - Gavin Rae, allenatore di calcio e ex calciatore scozzese
- 1977 - Jean Paulista, ex calciatore brasiliano
- 1977 - Greg Somerville, ex rugbista a 15 neozelandese
- 1977 - DeMya Walker, ex cestista statunitense
- 1978 - Ayman Abdel-Aziz, ex calciatore egiziano
- 1978 - Brent Albright, ex wrestler statunitense
- 1978 - Ulugbek Bakaev, allenatore di calcio e ex calciatore uzbeko
- 1978 - Denis Flahaut, ex ciclista su strada e ex ciclocrossista francese
- 1978 - Aimee Garcia, attrice statunitense
- 1978 - Juan Francisco Gatell, tenore argentino
- 1978 - Amer Jukan, calciatore sloveno
- 1978 - Abdelrahman Isaac Karongo, calciatore sudanese
- 1978 - Barbara Mauceri, ex pallamanista italiana
- 1978 - Freddie Mitchell, ex giocatore di football americano statunitense
- 1978 - Mehdi Nafti, allenatore di calcio e ex calciatore francese
- 1978 - Tomohiro Nagatsuka, ex pistard giapponese
- 1978 - Tadas Papečkys, ex calciatore lituano
- 1978 - Petar Rnkovic, ex calciatore norvegese
- 1978 - Ardalan Shekarabi, politico svedese
- 1978 - Cristina Tajani, politica e economista italiana
- 1978 - Haytham Tambal, ex calciatore sudanese
- 1979 - Jaroslav Balaštík, ex hockeista su ghiaccio ceco
- 1979 - Luca Bastianello, attore italiano
- 1979 - Chamillionaire, rapper statunitense
- 1979 - Sōtīrīs Gkioulekas, cestista greco
- 1979 - Daniel Henney, attore e modello statunitense
- 1979 - Jiří Kaufman, calciatore ceco
- 1979 - Jamie Korab, giocatore di curling canadese
- 1979 - Thomas Lurz, ex nuotatore tedesco
- 1979 - Yvonne Magwas, politica tedesca
- 1979 - Daniel Paur, ex hockeista su ghiaccio italiano
- 1979 - Sarah Perry, scrittrice britannica
- 1979 - Ondřej Štěpánek, canoista ceco
- 1979 - Yasuyo Yamagishi, ex calciatrice giapponese
- 1980 - Kim André Arnesen, compositore norvegese
- 1980 - Gabriela Barros Tapia, modella, conduttrice televisiva e attrice cilena
- 1980 - Bea Bielik, ex tennista statunitense
- 1980 - Adrián Fernández, ex calciatore argentino
- 1980 - Victoria Heighway, ex rugbista a 15 e dirigente d'azienda neozelandese
- 1980 - Ivo Klec, tennista slovacco
- 1980 - Staniša Nikolić, ex calciatore bosniaco
- 1980 - Marie Polli, marciatrice svizzera
- 1980 - Carmine Recano, attore italiano
- 1980 - Angelica Ross, attrice, imprenditrice e attivista statunitense
- 1980 - Stuart Taylor, ex calciatore inglese
- 1980 - Jurgen Van Goolen, ex ciclista su strada belga
- 1981 - Olly Barkley, rugbista a 15 britannico
- 1981 - Riccardo Bizzotto, giocatore di beach volley italiano
- 1981 - Louise Bourgoin, attrice, modella e conduttrice televisiva francese
- 1981 - Roel Brouwers, ex calciatore olandese
- 1981 - Gianluca Manganiello, arbitro di calcio italiano
- 1981 - Fabienne Meyer, bobbista svizzera
- 1981 - Pontsho Moloi, ex calciatore botswano
- 1981 - Ludwig Paischer, judoka austriaco
- 1981 - Erick Rowan, wrestler statunitense
- 1982 - Leandro Barbosa, allenatore di pallacanestro e ex cestista brasiliano
- 1982 - Emma Booth, attrice e modella australiana
- 1982 - Monique Coker, ex cestista statunitense
- 1982 - Malcolm Goodwin, attore statunitense
- 1982 - Cátia Halar, ex cestista mozambicana
- 1982 - Alice Henley, attrice britannica
- 1982 - Steve Mullings, ex velocista giamaicano
- 1982 - Chineze Nwagbo, ex cestista statunitense
- 1982 - Pero Pejić, ex calciatore croato
- 1982 - Alan Ritchson, modello, attore e cantante statunitense
- 1982 - Hannah Schneider, cantante danese
- 1983 - Carlos Rafael do Amaral, ex calciatore brasiliano
- 1983 - Rostam Batmanglij, produttore discografico, musicista e cantante statunitense
- 1983 - Andy Drury, ex calciatore inglese
- 1983 - Emun Elliott, attore britannico
- 1983 - Huang Hong Sheng, cantante, attore e showman taiwanese († 2020)
- 1983 - Summer Rae, wrestler e modella statunitense
- 1983 - Édouard Roger-Vasselin, tennista francese
- 1983 - Jónas Sævarsson, calciatore islandese
- 1983 - Sigrun Loe Sparboe, cantante norvegese
- 1983 - Vanja Stambolova, velocista e ostacolista bulgara
- 1983 - Maija Tīruma, ex slittinista lettone
- 1983 - Nelson Haedo Valdez, ex calciatore paraguaiano
- 1984 - Chigozie Agbim, ex calciatore nigeriano
- 1984 - Marcelo Boeck, ex calciatore brasiliano
- 1984 - Andrew Bogut, ex cestista australiano
- 1984 - Damon Daunno, attore, cantante e compositore statunitense
- 1984 - Marc-André Fleury, hockeista su ghiaccio canadese
- 1984 - Amber Hearn, ex calciatrice neozelandese
- 1984 - Federico Martínez, ex calciatore uruguaiano
- 1984 - Luigi Milani, rugbista a 15 italiano
- 1984 - Dušan Perniš, ex calciatore slovacco
- 1984 - Juan Alberto Rosas, pugile messicano
- 1984 - Haman Sadjo, ex calciatore camerunese
- 1984 - Trey Songz, cantautore, produttore discografico e attore statunitense
- 1984 - Martina Stella, attrice e modella italiana
- 1984 - Jonathan Wang, produttore cinematografico statunitense
- 1984 - Mary Elizabeth Winstead, attrice statunitense
- 1984 - Naoko Yamada, animatrice e regista giapponese
- 1985 - Evgenij Vladimirovič Alekseev, scacchista russo
- 1985 - Brayan Beckeles, calciatore honduregno
- 1985 - Michael Condron, attore britannico
- 1985 - Veronica D'Agostino, attrice italiana
- 1985 - Lefa, rapper francese
- 1985 - Guillermo Fayed, ex sciatore alpino francese
- 1985 - Esha Gupta, attrice indiana
- 1985 - Tommie Hill, giocatore di football americano statunitense
- 1985 - Hwang Jin-hyok, ex calciatore nordcoreano
- 1985 - Tiago Iorc, cantautore brasiliano
- 1985 - Nathan Keyes, attore statunitense
- 1985 - Abner Mares, pugile messicano
- 1985 - Caitlin McClatchey, ex nuotatrice britannica
- 1985 - Enrique Gabriel Meza, calciatore paraguaiano
- 1985 - Landry N'Guémo, calciatore camerunese († 2024)
- 1985 - Álvaro Pereira, allenatore di calcio e ex calciatore uruguaiano
- 1985 - Rasmussen, cantante e attore danese
- 1985 - Magdolna Rúzsa, cantante serba
- 1985 - Shy'm, attrice e cantante francese
- 1985 - Thul Sothearith, calciatore cambogiano
- 1985 - Geoff Walker, giocatore di curling canadese
- 1986 - Benjamin Angoua, calciatore ivoriano
- 1986 - Prateik Babbar, attore indiano
- 1986 - Benga, disc jockey britannico
- 1986 - Alberto Cola, pilota automobilistico italiano
- 1986 - Tural Cəlilov, ex calciatore azero
- 1986 - Mouhamadou Dabo, ex calciatore senegalese
- 1986 - Jason Dunford, ex nuotatore keniota
- 1986 - Getu Feleke, maratoneta etiope
- 1986 - Taurean Green, ex cestista statunitense
- 1986 - Alfred Kirwa Yego, mezzofondista keniota
- 1986 - Adam Legzdins, calciatore inglese
- 1986 - Magdalena Piekarska, schermitrice polacca
- 1986 - Nick Proschwitz, ex calciatore tedesco
- 1986 - Max Rose, politico statunitense
- 1986 - Johnny Simmons, attore statunitense
- 1986 - Esther Smith, attrice britannica
- 1987 - Antonino Barillà, tiratore a volo italiano
- 1987 - Dai Lin, calciatore cinese
- 1987 - Yésica Di Vincenzo, modella argentina
- 1987 - Whitney Engen, ex calciatrice statunitense
- 1987 - Karen Gillan, attrice e ex modella britannica
- 1987 - Daniele Paterna, arbitro di calcio italiano
- 1987 - Granwald Scott, calciatore sudafricano
- 1987 - Pablo Torres, ex ciclista su strada spagnolo
- 1987 - Aleksandr Čerevko, ex calciatore russo
- 1988 - Arnold Bouka Moutou, ex calciatore francese
- 1988 - Joe Cole, attore britannico
- 1988 - Giulia Dal Pont, giocatrice di curling italiana
- 1988 - Ritchie De Laet, ex calciatore belga
- 1988 - Hiroki Fujiharu, calciatore giapponese
- 1988 - Yami Gautam, attrice indiana
- 1988 - Sam Hewson, calciatore inglese
- 1988 - Mérédis Houmounou, cestista francese
- 1988 - Roberto Porfírio Maximiano Rodrigo, calciatore portoghese
- 1988 - Sunday Mba, ex calciatore nigeriano
- 1988 - Florencia Molinero, ex tennista argentina
- 1988 - Lloyd Palun, calciatore francese
- 1988 - Gianfilippo Pavone, allenatore di hockey su ghiaccio e ex hockeista su ghiaccio italiano
- 1988 - Scarlett Pomers, attrice statunitense
- 1988 - René Holten Poulsen, canoista danese
- 1988 - Adrián Rodríguez, attore e cantante spagnolo
- 1988 - A. J. Soares, ex calciatore statunitense
- 1988 - Seppi Stiegler, ex sciatore alpino statunitense
- 1988 - Oļegs Timofejevs, ex calciatore lettone
- 1988 - Paul de la Cuesta, ex sciatore alpino spagnolo
- 1989 - Laura Brock, calciatrice australiana
- 1989 - Jelyzaveta Bryzhina, velocista ucraina
- 1989 - Josh Magette, cestista statunitense
- 1989 - Federico Nardelli, produttore discografico e compositore italiano
- 1989 - D.J. Seeley, cestista statunitense
- 1989 - Erick Téllez, calciatore nicaraguense
- 1990 - Azza Besbes, schermitrice tunisina
- 1990 - Bolinha, ex calciatore brasiliano
- 1990 - Dedryck Boyata, calciatore belga
- 1990 - Edis, cantante britannico
- 1990 - Romain Édouard, scacchista francese
- 1990 - Sandra Gasparini, ex slittinista italiana
- 1990 - Gradur, rapper francese
- 1990 - Gu Yasha, calciatrice cinese
- 1990 - Holly Hale, modella britannica
- 1990 - Zeni Husmani, calciatore macedone
- 1990 - Janine Kohlmann, pentatleta tedesca
- 1990 - Mantė Kvederavičiūtė, cestista lituana
- 1990 - Félix Mathaus, calciatore capoverdiano
- 1990 - Gianmarco Raimondo, pilota automobilistico canadese
- 1990 - Yuzuru Shimada, calciatore giapponese
- 1990 - Bradley Smith, pilota motociclistico britannico
- 1990 - Tosh Van Der Sande, ciclista su strada e pistard belga
- 1990 - Zivert, cantante russa
- 1991 - Bobby Allain, calciatore francese
- 1991 - Scott Allan, calciatore scozzese
- 1991 - Aleksandar Blažić, giocatore di football americano serbo
- 1991 - Emilio Gómez, tennista ecuadoriano
- 1991 - Alexander Krieger, ciclista su strada tedesco
- 1991 - Satoshi Maruo, marciatore giapponese
- 1991 - Wang Lisi, calciatrice cinese
- 1992 - Mathías Acuña, calciatore uruguaiano († 2025)
- 1992 - Enrico Bacchin, ex rugbista a 15 italiano
- 1992 - Javonte Douglas, cestista statunitense
- 1992 - Malick Evouna, calciatore gabonese
- 1992 - Adam Hicks, attore statunitense
- 1992 - Geoffrey Kamworor, maratoneta e mezzofondista keniota
- 1992 - Jarvis Landry, giocatore di football americano statunitense
- 1992 - Matthew Lister, ex canoista e modello britannico
- 1992 - Agustín Miranda, calciatore uruguaiano
- 1992 - Lalthuammawia Ralte, calciatore indiano
- 1992 - Emilia Schüle, attrice e doppiatrice tedesca
- 1993 - Lukhanyo Am, rugbista a 15 sudafricano
- 1993 - Samuel Dupratt, sciatore alpino statunitense
- 1993 - Gabriel Graciani, calciatore argentino
- 1993 - Bryshere Y. Gray, attore e rapper statunitense
- 1994 - Anthony Briançon, calciatore francese
- 1994 - Francis de Vries, calciatore neozelandese
- 1994 - Nao Hibino, tennista giapponese
- 1994 - Marie-Ève Paget, cestista francese
- 1994 - Kristoffer Peterson, calciatore svedese
- 1994 - Shota Phartenadze, lottatore georgiano
- 1994 - Jhonatan Restrepo, ciclista su strada e pistard colombiano
- 1994 - Gaetano Schimmenti, atleta paralimpico italiano
- 1994 - Claudio Servetti, calciatore uruguaiano
- 1994 - Harriet Slater, attrice britannica
- 1994 - Antonella Terranella, ex cestista italiana
- 1994 - Hristijana Todorova, ex ginnasta bulgara
- 1995 - Nathon Allen, velocista giamaicano
- 1995 - Nursevil Aydınlar, pallavolista turca
- 1995 - Michela Castoldi, ginnasta italiana
- 1995 - Thomas Didillon, calciatore francese
- 1995 - Chase Elliott, pilota automobilistico statunitense
- 1995 - Idaly, rapper e produttore discografico olandese
- 1995 - Tin Jedvaj, calciatore croato
- 1995 - Kanisha Jiménez, pallavolista portoricana
- 1995 - Tristan Koskor, calciatore estone
- 1995 - SDM, rapper francese
- 1996 - Nikola Bilyk, pallamanista austriaco
- 1996 - Federico Cordin, ex hockeista su ghiaccio italiano
- 1996 - Isaïa Cordinier, cestista francese
- 1996 - James Dickey, cestista statunitense
- 1996 - Anto Grgić, calciatore svizzero
- 1996 - Samuel Kroon, calciatore svedese
- 1996 - Marius Noubissi, calciatore camerunese
- 1996 - Kristóf Polgár, calciatore ungherese
- 1996 - João Paulo Queiroz de Moraes, calciatore brasiliano
- 1996 - Andrea Rovatti, cestista italiano
- 1996 - Abdelhamid Sabiri, calciatore marocchino
- 1996 - Shao Yaqi, schermitrice cinese
- 1996 - Stephen Sullivan, giocatore di football americano statunitense
- 1996 - Uriel Trocki, cestista uruguaiano
- 1996 - Katarzyna Zdziebło, marciatrice polacca
- 1997 - Klara Andrup, calciatrice svedese
- 1997 - Urko Berrade, ciclista su strada spagnolo
- 1997 - Julija Levčenko, altista ucraina
- 1997 - Clara Matéo, calciatrice francese
- 1997 - Mostafa Mohamed, calciatore egiziano
- 1997 - Paul Russell, cantante e rapper statunitense
- 1997 - Karla Santos, pallavolista portoricana
- 1997 - Eduardo Santos, calciatore brasiliano
- 1997 - Xaver Schlager, calciatore austriaco
- 1997 - Dmitrij Vorob'ëv, calciatore russo
- 1998 - Mohamed Youssouf Batio, calciatore gibutiano
- 1998 - Alice Bellandi, judoka italiana
- 1998 - Adalberto Carrasquilla, calciatore panamense
- 1998 - Gwendoline Daudet, pattinatrice di short track francese
- 1998 - Isabella Kresche, calciatrice austriaca
- 1998 - Jovo Lukić, calciatore bosniaco
- 1998 - Upsahl, cantautrice statunitense
- 1998 - Cody White, giocatore di football americano statunitense
- 1998 - Marko Šarić, calciatore serbo
- 1999 - Marija Bondareva, ginnasta russa
- 1999 - Ugochukwu Iwu, calciatore nigeriano
- 1999 - Trey Jemison, cestista statunitense
- 1999 - Sékou Koïta, calciatore maliano
- 1999 - Paky, rapper italiano
- 1999 - Hinata Miyazawa, calciatrice giapponese
- 1999 - Israel Mukuamu, giocatore di football americano statunitense
- 1999 - Pasquale Selvarolo, mezzofondista italiano
- 1999 - Owen Wijndal, calciatore olandese
- 1999 - Leo Skiri Østigård, calciatore norvegese
- 2000 - Emiliana Arango, tennista colombiana
- 2000 - Juan Fedorco, calciatore argentino
- 2000 - Sophia Kiely, attrice britannica
- 2000 - Nao Kusaka, lottatore giapponese
- 2000 - Luca Philipp, calciatore tedesco
- 2000 - Julien Ponceau, calciatore angolano
- 2000 - Jackson Yee, cantante, ballerino e attore cinese

## XXI secolo(26)
- 2001 - Brandon Boston, cestista statunitense
- 2001 - Kion Etete, calciatore inglese
- 2001 - Leon Flach, calciatore statunitense
- 2001 - Jaylan Ford, giocatore di football americano statunitense
- 2001 - Dimitri Maconda, cestista olandese
- 2001 - Max Park, speedcuber statunitense
- 2001 - Seki Kotaro, giocatore di go giapponese
- 2001 - Dennis Vos, calciatore olandese
- 2002 - Farès Chaïbi, calciatore algerino
- 2002 - Dany Jean, calciatore haitiano
- 2002 - Jasmine Lyons, fondista canadese
- 2002 - Simon Lüchinger, calciatore liechtensteinese
- 2002 - Destiny Udogie, calciatore italiano
- 2003 - Moin Ahmed, calciatore pakistano
- 2003 - Alice Corelli, calciatrice italiana
- 2003 - Lana Eberle, pistard e ciclista su strada tedesca
- 2003 - Alfie Gilchrist, calciatore inglese
- 2003 - Kōnstantinos Koulierakīs, calciatore greco
- 2003 - Bilal Nadir, calciatore marocchino
- 2003 - Nicolás Romero, calciatore argentino
- 2004 - Matteo Haas, sciatore alpino austriaco
- 2004 - Callum Marshall, calciatore nordirlandese
- 2004 - Kjersti Moritz, sciatrice alpina statunitense
- 2004 - Liv Moritz, sciatrice alpina statunitense
- 2004 - Wilson Odobert, calciatore francese
- 2007 - Ece Sokullu, nuotatrice artistica turca